# Volksfest

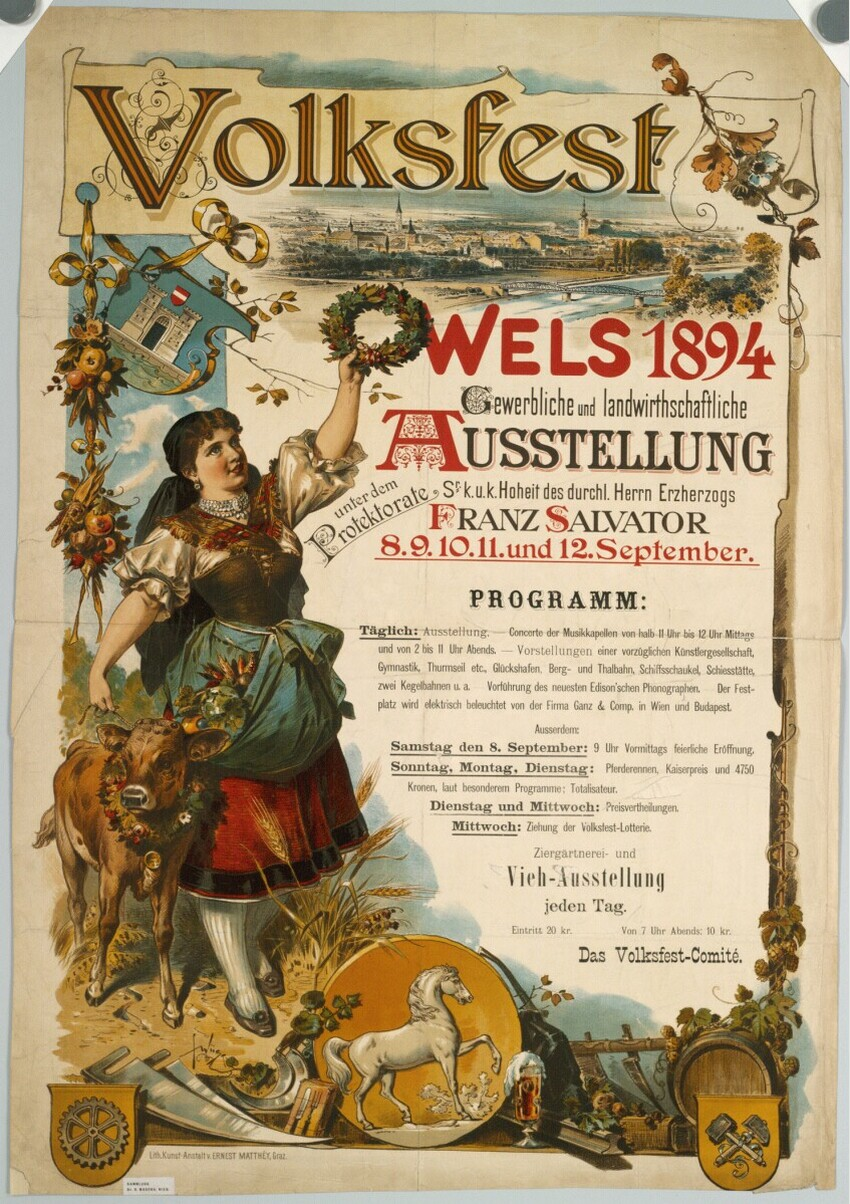
Cartel publicitario de la Volksfest de Wels (Austria), 1894, patrocinada por el archiduque de Austria en nombre del emperador de Austria.

Distribución de las volksfeste en Alemania

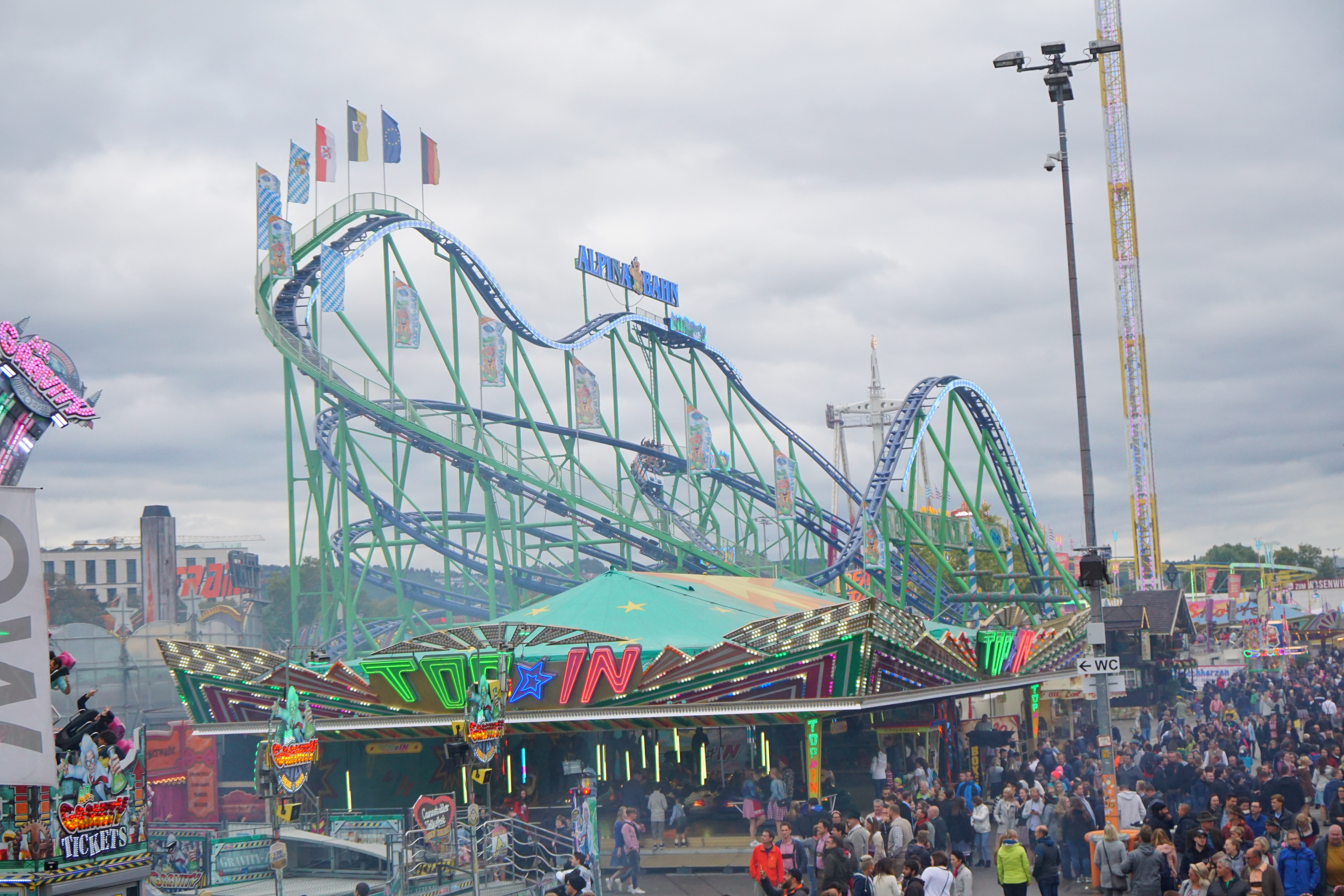
Feria de atracciones en la Cannstatter Volksfest (Stuttgart)

Volksfest (pronunciado /ˈfɔlks.fɛst/ escucharⓘ; lit. fiesta del pueblo) es el término alemán que define una celebración regional, habitualmente basada en una tradición centenaria, que en su forma moderna suele combinar un festival de cerveza o de vino, una feria de atracciones, una feria de comida y/o un festival de música. Suelen ser relacionadas con las festividades cristianas desde tiempos medievales, siendo mayormente la evolución de eventos históricos, sobre todo las ferias y mercados medievales. Habitualmente son eventos anuales, aunque algunas se celebran más de una vez al año, siempre en las mismas fechas.
Muy comunes en Alemania, algunas volksfeste, como el Oktoberfest o el Dom de Hamburgo, son conocidas internacionalmente por sus ferias de atracciones, consumo de alcohol y eventos culinarios, por lo que atraen a cientos de miles de visitantes todos los años. La volksfest más grande de Alemania es el Oktoberfest (en Múnich, Baviera, aunque es celebrada al mismo tiempo por muchas partes del país), la más larga es el Dom de Hamburgo, que además ocupa el recinto de ferias más extenso del país, y la más antigua (y más grande del norte de Alemania) es Bremer Freimarkt (conocida simplemente como el Freimarkt). Por otro lado, a diferencia de estas fiestas que tienen lugar en las grandes urbes, existen otras volksfeste más típicas de pueblos y zonas rurales, que presentan características distintas.

## Terminología
Debido a que la palabra alemana ‘Volk’ significa «pueblo» (en el sentido étnico), es común la traducción de ‘Volksfest’ como «fiesta popular», tanto en textos como en diccionarios. Lo cierto es las volksfeste son solo una variante de las fiestas populares en el sentido más amplio de la palabra (distinto a su significado en España, por ejemplo), y sin embargo, dado que son las más comunes, esta traducción se considera como válida. Otra traducción común del término es «festival folclórico» (o «festival de folk»), quizá más adecuada a su forma actual (compartiendo además raíz etimológica).
Otras fiestas populares reciben distintos nombres, como Dorffest («fiesta del pueblo»; en este caso teniendo el sentido de una localidad, y por tanto traducible en «fiesta rural»), aunque ocurre con frecuencia que estas también, aunque en principio ajenas a este concepto, reciban en alemán el calificativo de volksfest (como algunas de las fiestas tradicionales que incluyen el encendido de hogueras). Por otra parte, el adjetivo 'popular' (de 'popularidad') en alemán es beliebt(e) o populär(e), por lo que el término fiesta popular podría referirse a una fiesta muy concurrida por el público.
Debido a estas diferencias, se suele usar el término alemán volksfest también en otros idiomas cuando se refiere a este tipo de celebraciones. El término inglés folk festival es un cognado, cuyo significado se asemeja más al de fiesta popular en español. La palabra folk suele tener un sentido más étnico, que se encuentra en términos como folk dance (danza popular) o folk art (artesanía).

## Historia
Gran parte de las volksfeste tienen sus raíces en eventos comerciales de la Edad Media, en sí relacionados con los días feriados del calendario cristiano. En aquella época se hacían cada vez más comunes los mercados libres – eventos en los que se reunían comerciantes, compradores y abogados de toda la región para cerrar los contratos de compraventa, pagar sus deudas y pasar unos días de diversión. La base de los mercados libres eran los decretos reales o imperiales que les dotaban de un carácter único: en ellos se permitía el comercio libre, incluyendo la exención del pago de impuestos para aquellos negocios realizados durante su celebración. Por su naturaleza, los mercados libres solían coincidir con el comienzo y fin de las estaciones anuales —marcando las temporadas de siembra, cosecha, esquila y similares— compartiendo fechas con días festivos del año litúrgico, que eran además cuando la gente tenía tiempo libre para acudir a las celebraciones. De ahí que las volksfeste guardan casi siempre un significado religioso, que corresponde a días festivos o de santos.
El más antiguo mercado libre —celebrado en la fiesta de Bremer Freimarkt— se estableció en 1035 por Conrado II, emperador de Romanos, quien concedió al arzobispo de Bremen una dispensa titulada «Justicia del mercado anual», con el fin de organizar un mercado bianual en la ciudad de Bremen en la semana previa a Pentecostés y en la semana previa a la fiesta de Wilehado (8 de noviembre). Durante su celebración se levantaban las restricciones que impedían a los comerciantes locales y foráneos a comerciar libremente, dando lugar a lo que se conocería a partir de entonces como Freimarkt (mercado libre). Hasta hoy, cuando se usa el término fiesta del Freimarkt, se refiere al festival de Bremen. La propia ciudad recibiría el título de Ciudad Libre en el marco de la Liga Hanseática dos siglos después (junto a Hamburgo y Lübeck), dejando patente su condición de ciudad de libre comercio.

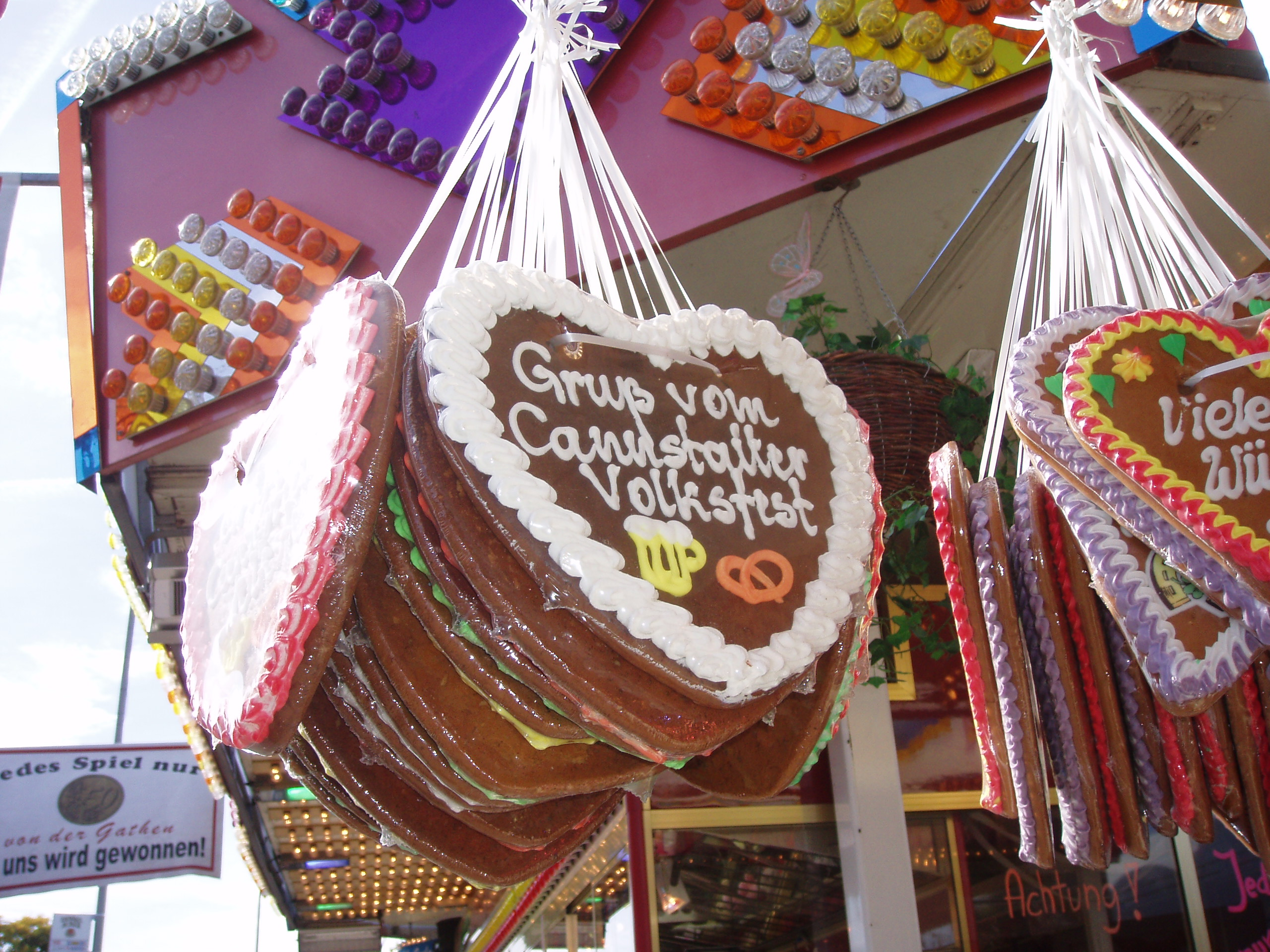
Típicos dulces de chocolate y mazapán en la Cannstatter Volksfest

Algunas volksfeste conmemoran otros eventos y establecimientos comerciales de la Edad Media. El Dom de Hamburgo, que se celebra tres veces al año, tiene sus orígenes en el siglo xi, cuando comerciantes y artesanos ambulantes buscaban refugio en la antigua gran catedral de Santa María (Hamburger Mariendom) de las ráfagas de viento y mal tiempo típicos de la región. Con el tiempo se desarrolló un mercado en el recinto de la catedral para poder los refugiados atender a sus negocios varias veces al año (principalmente en Navidad).
Con el paso de los siglos, y con la economía tornándose cada vez más libre y abierta, los mercados libres fueron perdiendo su importancia, siendo relegados a eventos menos comerciales y más sociales, convertidos en «fiestas de la gente» – las volksfeste. Estas fiestas perdieron de su importancia y afluencia de visitantes durante la secularización, la ilustración y gran parte del siglo xix. Solo a partir de la segunda mitad del siglo xix y durante el siglo xx, con el afán de recuperar tradiciones y reavivar las experiencias de los mercados libres, es cuando las volksfete adquieren su forma actual. En algunas, incluso a día de hoy, sigue la tradición de negociar y firmar contratos durante los festivos.

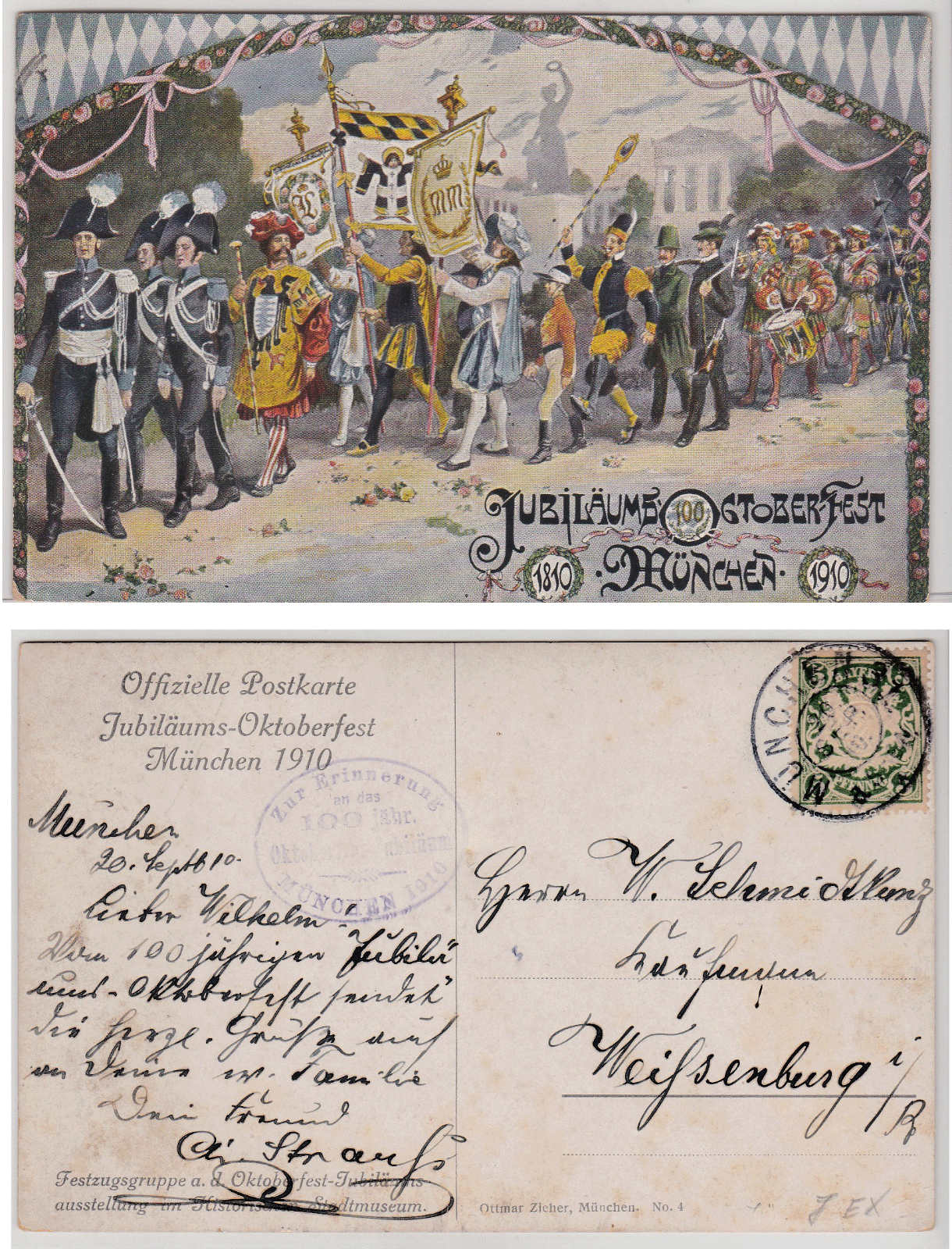
Una postal del Oktoberfest (1910), mostrando la procesión tradicional de nobles y ciudadanos.

El Mercado Internacional, en el Dom de Hamburgo.

### Finales delsigloXIXhasta la actualidad
Con la aparición de las fiestas populares modernas, sobre todo en las grandes ciudades, estas fueron adquiriendo la forma de festivales multitudinarios. Los juglares y comediantes ambulantes de la Edad Media se sustituyeron por las atracciones de feria (Fahrgeschäfte) como medios de diversión, que con el correr de los años y el avance tecnológico se hicieron cada vez más sofisticados y variados. La construcción de líneas ferroviarias por todo el país en la segunda mitad del siglo xix facilitó el acceso a las ferias de un número mucho mayor de asistentes (y de lugares más lejanos), y al mismo tiempo haciendo posible el transporte de instalaciones de mayor cantidad, tamaño y peso.
Uno de los aspectos clave del manejo de los locales, espectáculos e instalaciones en las volksfeste es que, lo mismo que los juglares y las tavernas de la Edad Media, son propiedad de particulares y compañías privadas, incluidas las grandes instalaciones con su preparación logística y técnica y los medios de seguridad aplicables. Con ello se mantiene el espíritu emprendedor y de la propiedad privada fomentado en las ferias de la Edad Media. Este gremio de feriantes está representado por poderosas asociaciones que se encargan de las negociaciones con los municipios y las entidades propietarias de los terrenos, y de la tramitación de las solicitudes de feriantes y artistas que, dada la gran demanda, se cursan muchas veces a principios del año anterior. 
A partir de finales del siglo xix empiezan a tener lugar otras celebraciones convertidas en volksfeste, normalmente en torno a eventos deportivos o comerciales. Cabe destacar la Semana de Kiel (Kieler Woche), celebrada en la ciudad homónima al norte del país, una gran regata de vela organizada por vez primera en 1882, auspiciada por Guillermo II (entonces príncipe heredero de Alemania), quien, a diferencia de su padre, volvió a centrar su atención en el mar (civil y militarmente). Actualmente, se trata del evento de vela más grande del mundo y el festival de verano más grande del norte de Europa, convertido en una volksfest que incluye un festival de música y de comida que atrae cada año a millones de turistas. Como contraparte, se celebra en la misma ciudad de Kiel desde 1975 el Kieler Umschlag, una volksfest basada en la tradición del mercado medieval de Kiel. Otro evento anual que se ha convertido en una volksfest es el Hafengeburtstag (aniversario del puerto de Hamburgo), que tiene lugar en el puerto de la ciudad hanseática —el más grande de Alemania— y sus inmediaciones. Esta fiesta también guarda relación con el libre comercio, ya que tiene su origen en la conmemoración del día en el que el emperador Federico Barbarroja emitió a los ciudadanos de la ciudad, por primera vez en la historia del Imperio, una licencia para el envío marítimo de mercancías libre de impuestos.

## Celebraciones y actividades

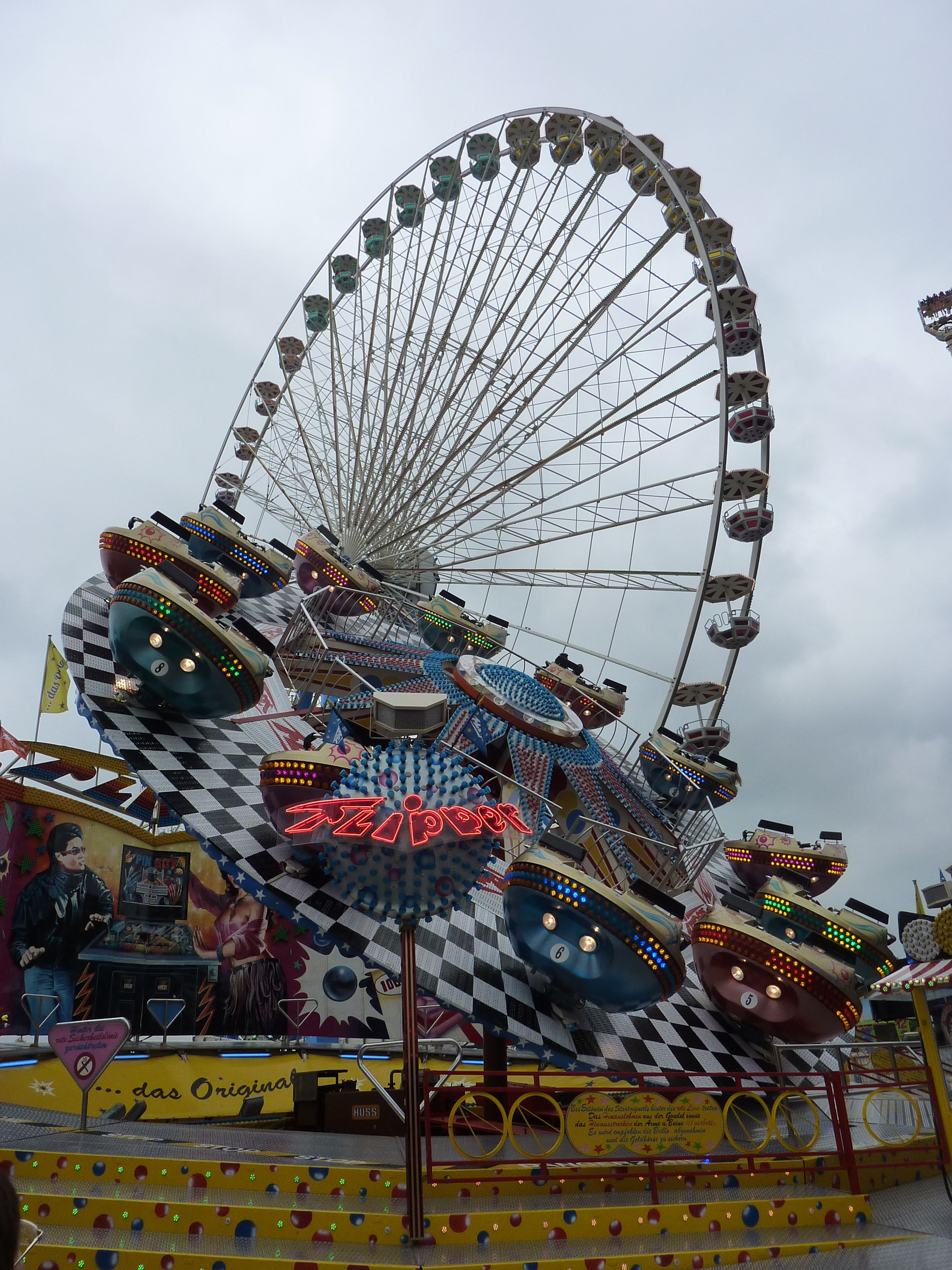
Las norias son un elemento típico de las grandes volksfeste (Cannstatter Volksfest, 2015)

### Festivales de ciudad

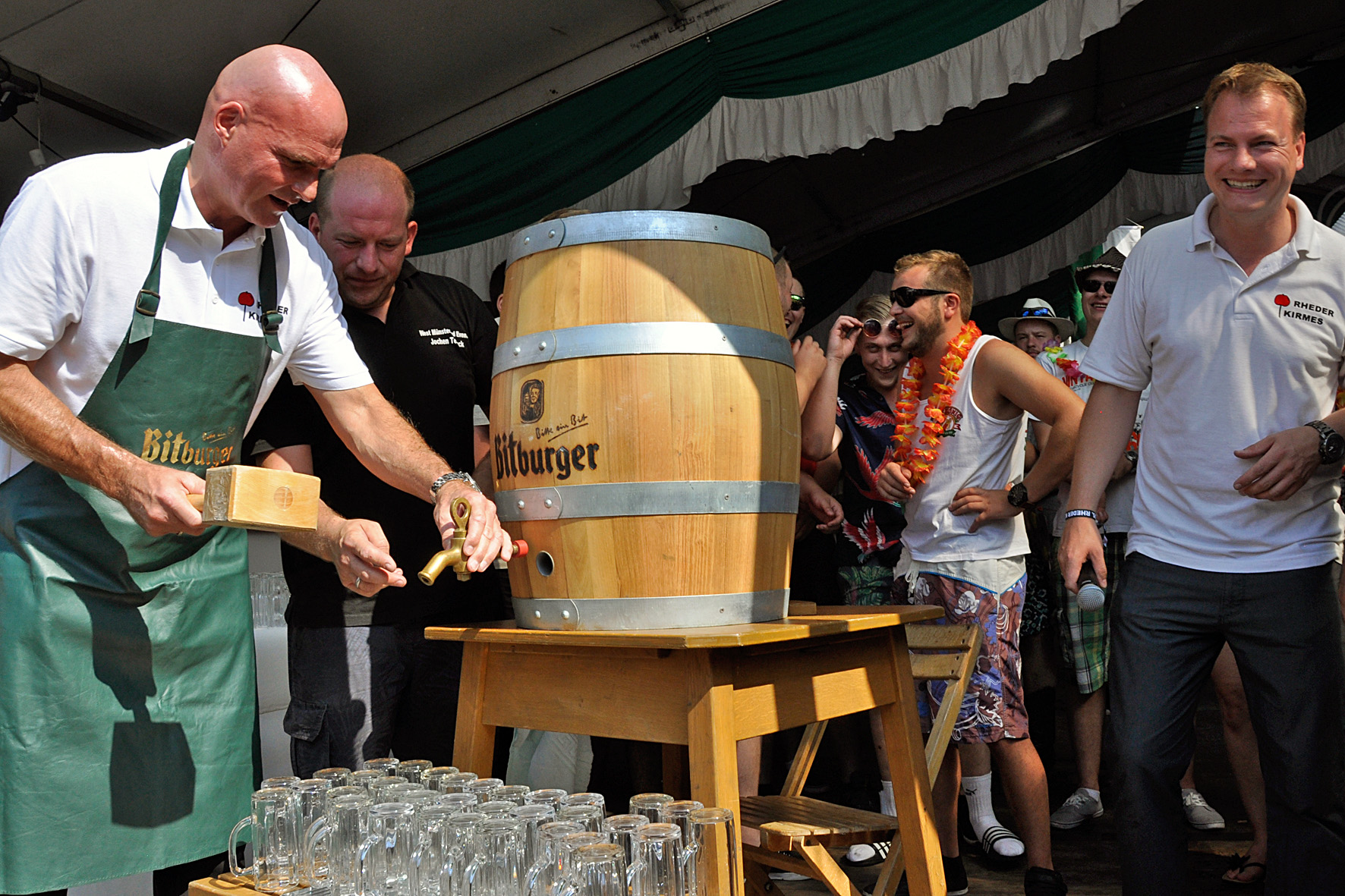
Fassanstich, la tradicional inauguración de las volksfeste.

Actualmente, las volksfeste principales de Alemania atraen a cientos de miles y hasta millones de visitantes todos los años, con la asistencia en algunos casos de hasta 500 000 personas al día. En muchos casos, suelen tener lugar en el mismo recinto ferial establecido en un parque, una extensión de terreno o una plaza concreta y calles adyacentes. Algunos de los recintos más conocidos son el Cannstatter Wasen en Stuttgart (donde se celebran el Cannstatter Volksfest y el Festival de Verano de Stuttgart) o el Theresienwiese en Múnich (donde se celebra tradicionalmente el Oktoberfest). A su vez, las que se celebran como Straßenfesten (festivales callejeros) suelen reunir las tiendas de toda una calle comercial con puestos y tiendas montadas para la ocasión. 

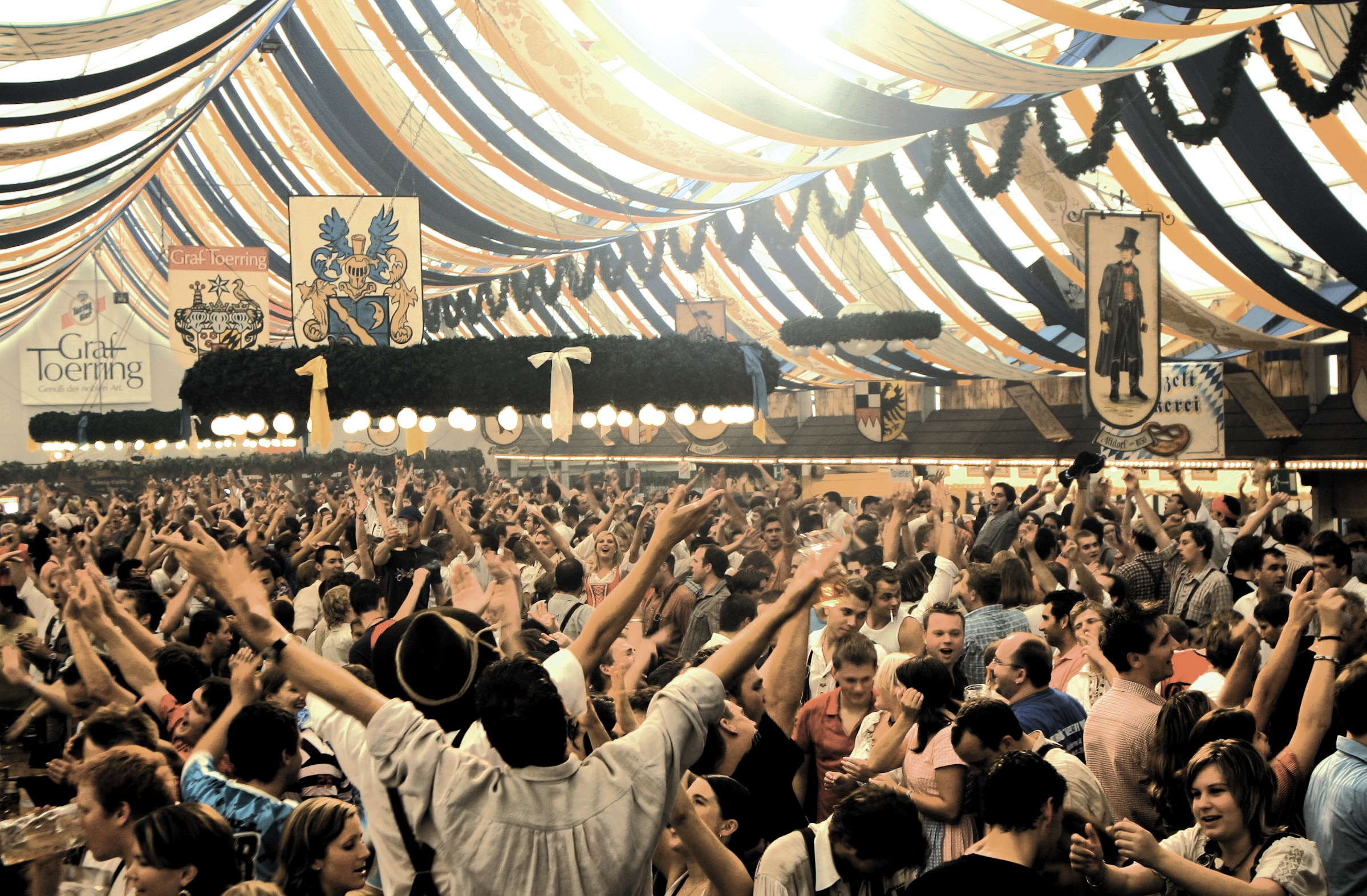
Espectáculo musical en una 'carpa de cerveza' durante el Barthelmarkt (Ingolstadt)

Con arreglo a la costumbre de cada fiesta, se suele inaugurar con algún ritual, como el Fassanstich, que consiste en darle un golpe a un barril de cerveza de madera con un martillo, también de madera, causando la apertura o rotura del grifo y el escape a presión de la cerveza por el agujero, muchas veces mojando a los que están cerca. Este acto se suele llevar a cabo por el alcalde o algún alto cargo político de la comunidad. La imagen del barril y el martillo de madera se ha convertido en símbolo de muchas volksfeste, incluido el Oktoberfest. Aunque existen también otros rituales; el Kieler Umschlag, por ejemplo, se inaugura con el izado de la icónica bandera de la ciudad, conocida por motivos históricos como «el 'pantaca' del alcalde», siendo llevada a la torre de la principal iglesia comunal en una procesión folclórica. El fin de las fiestas también suele marcarse con un acto tradicional, desde espectáculos pirotécnicos, deportivos y similares, a rituales con un toque humorístico.    
En muchas de las volksfeste, el principal medio de diversión son las atracciones de feria, donde además no faltan los numerosos puestos de comida (donde destacan los imbiss con sus típicas salchichas alemanas), carpas de alcohol, actividades familiares, espectáculos musicales y otros. Como en sus homólogas rurales, algunas cuentan con elementos más culturales, como lo son las procesiones. Cuando se trata de un festival de cerveza, son comunes los 'jardines de la cerveza' (Biergärten) y las 'carpas de cerveza', que son carpas de feria (Festzelte) con aforo de decenas hasta centenares e incluso miles de personas (siendo el caso del Oktoberfest), sentadas a lo largo de los típicos bancos de madera que rodean las mesas. En ellas se ofrecen muchas veces Festbiere – cervezas elaboradas especialmente para la ocasión o para la temporada en la que se celebra el festival. También se pueden degustar platos locales y comida tradicional. Muchas veces se ofrecen conciertos dentro de las carpas, que sirven además de elementos de promoción de los patrocinadores del festival (en su mayoría cervecerías). La entrada a las carpas es gratuita (aunque se pueden reservar mesas), lo mismo que la entrada al recinto en sí, pues los billetes para las atracciones se pagan por separado, siendo estas propiedad de distintas entidades privadas.    

### Festivales parroquiales y rurales

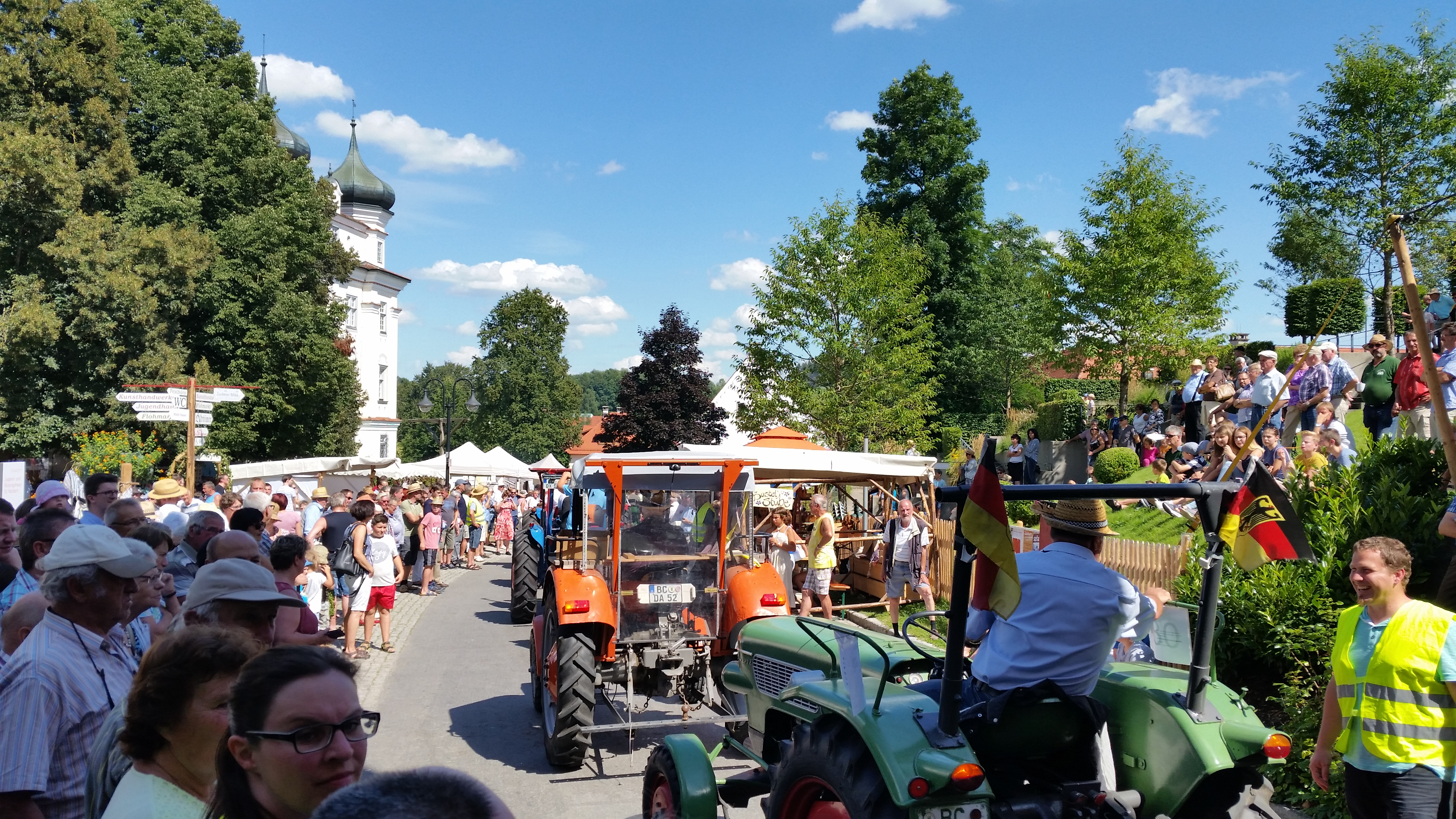
Los desfiles de tractores son comunes en algunas volksfeste rurales.

Por su parte, las volksfeste en pueblos, comunidades o barrios (Stadtteilfeste) —a menudo llamadas ferias parroquiales— centran su atención menos en las instalaciones y más en las actividades festivas. En las zonas rurales, existe una larga tradición de asistir tanto a la feria local como a las ferias de pueblos y comunidades vecinas. Cada una de estas es organizada por la fraternidad local y visitada por las fraternidades de los demás pueblos y aldeas de la región.    
Este tipo de ferias se caracteriza por algunas actividades comunes, como lo son los juegos tradicionales, competiciones (incluyendo el tiro con escopeta) o las procesiones que cruzan los importantes ejes del municipio, muchas veces en ropa tradicional, danzas locales, carruajes y mucho simbolismo (desde los estandartes llevados por abanderados electos especialmente para la ocasión a los adornos de carros y caballos).    
Tratándose de fiestas más comunitarias (a diferencia de los festivales de ciudad), los puestos de comida y demás establecimientos son regentados por gente local que forma parte de la organización, por lo que son conocidos por la mayoría de asistentes. Algunos ejemplos de este tipo de fiestas son Hohnbeer, Friesen-Droapen o Heider Marktfrieden.    

### Vestimenta
Aunque a diferencia de las ferias rurales, la mayoría de visitantes que acuden a las grandes fiestas no llevan vestimenta especial (siendo muchos de ellos turistas), muchas de estas ferias cuentan con su ropa tradicional, que en el caso de algunos se suele llevar comúnmente por la gente local. Especialmente en Baviera, es común ver a la gente durante el Oktoberfest llevar el Tracht (atuendo nacional de Austria y sur de Alemania) y ropa traditional como los Lederhosen para hombres y el Dirndl para mujeres.

## Famosasvolksfeste
| Nombre de la fiesta   | Municipio         |
| --------------------- | ----------------- |
| Oktoberfest           | Múnich            |
| Kieler Woche          | Kiel              |
| Dom                   | Hamburgo          |
| Kieler Umschlag       | Kiel              |
| Lullusfest            | Bad_Hersfeld      |
| Bremer Freimarkt      | Bremen            |
| Barthelmarkt          | Ingolstadt        |
| Cannstatter Volksfest | Stuttgart         |
| Annaberger Kät        | Annaberg-Buchholz |

## Actualidad
En los últimos años se han hecho esfuerzos para reunir la gran cantidad de información sobre las volksfeste en Alemania y crear un archivo completo que recogiera todos los datos pertinentes. El objetivo de la asociación que se encarga de esta tarea es el reconocimiento del conjunto de los festivales populares como bien cultural de Alemania.
Durante las temporadas festivas de 2020-2021, las volksfeste se vieron muy afectadas por la pandemia de COVID-19 y las correspondientes restricciones de reunión y aforo.